# Риджвей Тауншип (округ Елк, Пенсільванія)
Риджвей Тауншип (англ. Ridgway Township) — селище (англ. township) в США, в окрузі Елк штату Пенсільванія. Населення — 2416 осіб (2020).

## Демографія
Згідно з переписом 2010 року, у селищі мешкали 2523 особи в 1035 домогосподарствах у складі 760 родин. Було 1180 помешкань
Расовий склад населення:
| - 99,4 % — білих - 0,1 % — чорних або афроамериканців |

До двох чи більше рас належало 0,3 %. Частка іспаномовних становила 0,6 % від усіх жителів.
За віковим діапазоном населення розподілялося таким чином: 21,4 % — особи молодші 18 років, 60,7 % — особи у віці 18—64 років, 17,9 % — особи у віці 65 років та старші. Медіана віку мешканця становила 46,0 року. На 100 осіб жіночої статі у селищі припадало 101,7 чоловіків;  на 100 жінок у віці від 18 років та старших — 102,7 чоловіків також старших 18 років.
Середній дохід на одне домашнє господарство  становив 61 739 доларів США (медіана — 58 462), а середній дохід на одну сім'ю — 73 200 доларів (медіана — 70 345). За межею бідності перебувало 9,0 % осіб, у тому числі 18,0 % дітей у віці до 18 років та 4,0 % осіб у віці 65 років та старших.
Цивільне працевлаштоване населення становило 1230 осіб. Основні галузі зайнятості: виробництво — 33,3 %, освіта, охорона здоров'я та соціальна допомога — 18,0 %, будівництво — 11,4 %, мистецтво, розваги та відпочинок — 7,0 %.